# Malakichthys levis
Malakichthys levis is een straalvinnige vissensoort uit de familie van acropomaden (Acropomatidae). De wetenschappelijke naam van de soort werd voor het eerst geldig gepubliceerd in 2002 door Yamanoue & Matsuura.